# آدریان ششم
پاپ آدریان ششم (به انگلیسی: Adrian VI) (تولد ۲ مارس ۱۴۵۹ - درگذشت ۱۴ سپتامبر ۱۵۲۳) یکی از پاپ‌های کلیسای کاتولیک رم بود که در هلند کنونی به دنیا آمد و از ۱۵۲۲ تا ۱۵۲۳ میلادی پاپ بود.